# Neomixis viridis
Jeri-verde ou jiji-verde (Neomixis viridis) é uma espécie de ave da família Cisticolidae.
É endémica de Madagáscar.
Os seus habitats naturais são: florestas subtropicais ou tropicais húmidas de baixa altitude.